# Hîrjău
Hîrjău (in russo Ержово) è un comune della Moldavia controllato dall'autoproclamata repubblica di Transnistria. È compreso nel distretto di Rîbnița.

## Località
Il comune è formato dall'insieme delle seguenti località:
- Hîrjău (Ержово)
- Mihailovca Nouă (Новая Михайловка)
- Sărăței (Сарацея)